# Wadym Rodina
Wadym Wasylowycz Rodina, ukr. Вадим Васильович Родіна (ur. 24 marca 1988 w Kijowie) – ukraiński piłkarz, grający na pozycji obrońcy.

## Kariera piłkarska

### Kariera klubowa
Wychowanek Dynama Kijów. Występował w juniorskich mistrzostwach Ukrainy (DJuFL) w klubach Dynamo Kijów i Łokomotyw Kijów. Karierę piłkarską rozpoczął 6 sierpnia 2005 w trzeciej drużynie Dynama, a 17 sierpnia 2007 rozegrał pierwszy mecz w składzie Dynamo-2 Kijów. Występował również w rezerwowej drużynie Dynama. W lipcu 2010 został wypożyczony do Obołoni Kijów. 3 sierpnia 2012 zasilił skład Zirki Kropywnycki.

### Kariera reprezentacyjna
Występował w juniorskiej oraz młodzieżowej reprezentacji Ukrainy.